# Пальметто
«Пальме́тто» (англ. Palmetto) — криминальный триллер 1998 года, главные роли в котором исполнили Вуди Харрельсон и Элизабет Шу. По роману Джеймса Хэдли Чейза «Еще один простак» (Just Another Sucker).

## Сюжет
Вуди Харрельсон в роли Гарри Барбера, который сидит в тюрьме, будучи обвинённым в коррупционном скандале.
Перед арестом он был репортёром местной газеты, которая раскрыла широко распространённую коррупцию в местных органах власти. После отклонения предложенной взятки, Гарри быстро арестован. Теперь, два года спустя, он выходит на свободу и возвращается назад в Пальметто к подруге Нине, которая терпеливо ждала его. Неспособный найти работу, он проводит свои дни, бездельничая в местном баре. Рея Мэлрукс, жена самого богатого человека в городе, предлагает ему работу: она решила инсценировать похищение своей падчерицы, чтобы выманить деньги у старого и больного мужа-миллионера. Соблазнённый очарованием Реи и перспективой «быстрых денег», Гарри соглашается на это «дело». Но когда девушку находят мёртвой, все улики указывают на Гарри как на убийцу…

## В ролях
| Актёр           | Роль           |
| --------------- | -------------- |
| Вуди Харрельсон | Гарри Барбер   |
| Элизабет Шу     | Рея Мэлрукс    |
| Джина Гершон    | Нина           |
| Майкл Рапапорт  | Доннели        |
| Хлоя Севиньи    | Одетта         |
| Рольф Хоппе     | Феликс Мэлрукс |